# Saint-Étienne-sur-Blesle
Pour les articles homonymes, voir Saint-Étienne (homonymie).
Saint-Étienne-sur-Blesle est une commune française située dans le département de la Haute-Loire en région Auvergne-Rhône-Alpes.

## Géographie

### Localisation
La commune de Saint-Étienne-sur-Blesle se trouve dans le département de la Haute-Loire, en région Auvergne-Rhône-Alpes. Le village est situé dans la vallée de la Voireuse, à l'extrémité ouest du département de la Haute-Loire. Il est à la limite des monts du Cézallier et du Brivadois au cœur du Pays Coupé.
Elle se situe à 83 km par la route du Puy-en-Velay, préfecture du département, à 25 km de Brioude, sous-préfecture, et à 27 km de Sainte-Florine, bureau centralisateur du canton de Sainte-Florine dont dépend la commune depuis 2015 pour les élections départementales.
Les communes les plus proches sont : 
Autrac (2,1 km), Blesle (2,7 km), Laurie (4,8 km), Leyvaux (5,2 km), Grenier-Montgon (5,2 km), Auriac-l'Église (5,3 km), Espalem (7,5 km), Torsiac (7,6 km).
| Autrac | Autrac                   | Blesle          |
| Autrac | Saint-Étienne-sur-Blesle | Blesle          |
| Laurie | Laurie                   | Grenier-Montgon |

### Climat
Pour des articles plus généraux, voir Climat d'Auvergne-Rhône-Alpes et Climat de la Haute-Loire.
En 2010, le climat de la commune est de type climat des marges montargnardes, selon une étude du Centre national de la recherche scientifique s'appuyant sur une série de données couvrant la période 1971-2000. En 2020, Météo-France publie une typologie des climats de la France métropolitaine dans laquelle la commune est exposée à un climat de montagne ou de marges de montagne et est dans la région climatique Nord-est du Massif Central, caractérisée par une pluviométrie annuelle de 800 à 1 200 mm, bien répartie dans l’année.
Pour la période 1971-2000, la température annuelle moyenne est de 9,8 °C, avec une amplitude thermique annuelle de 16 °C. Le cumul annuel moyen de précipitations est de 737 mm, avec 8,3 jours de précipitations en janvier et 6,5 jours en juillet. Pour la période 1991-2020, la température moyenne annuelle observée sur la station météorologique de Météo-France la plus proche, « Autrac », sur la commune d'Autrac à 2 km à vol d'oiseau, est de 10,5 °C et le cumul annuel moyen de précipitations est de 711,4 mm,. Pour l'avenir, les paramètres climatiques de la commune estimés pour 2050 selon différents scénarios d'émission de gaz à effet de serre sont consultables sur un site dédié publié par Météo-France en novembre 2022.

## Urbanisme

### Typologie
Au 1er janvier 2024, Saint-Étienne-sur-Blesle est catégorisée commune rurale à habitat très dispersé, selon la nouvelle grille communale de densité à sept niveaux définie par l'Insee en 2022.
Elle est située hors unité urbaine et hors attraction des villes,.

### Occupation des sols
L'occupation des sols de la commune, telle qu'elle ressort de la base de données européenne d’occupation biophysique des sols Corine Land Cover (CLC), est marquée par l'importance des forêts et milieux semi-naturels (71,4 % en 2018), en diminution par rapport à 1990 (73,1 %). La répartition détaillée en 2018 est la suivante :
forêts (63,8 %), prairies (21,6 %), milieux à végétation arbustive et/ou herbacée (7,6 %), zones agricoles hétérogènes (7 %). L'évolution de l’occupation des sols de la commune et de ses infrastructures peut être observée sur les différentes représentations cartographiques du territoire : la carte de Cassini (XVIIIe siècle), la carte d'état-major (1820-1866) et les cartes ou photos aériennes de l'IGN pour la période actuelle (1950 à aujourd'hui).

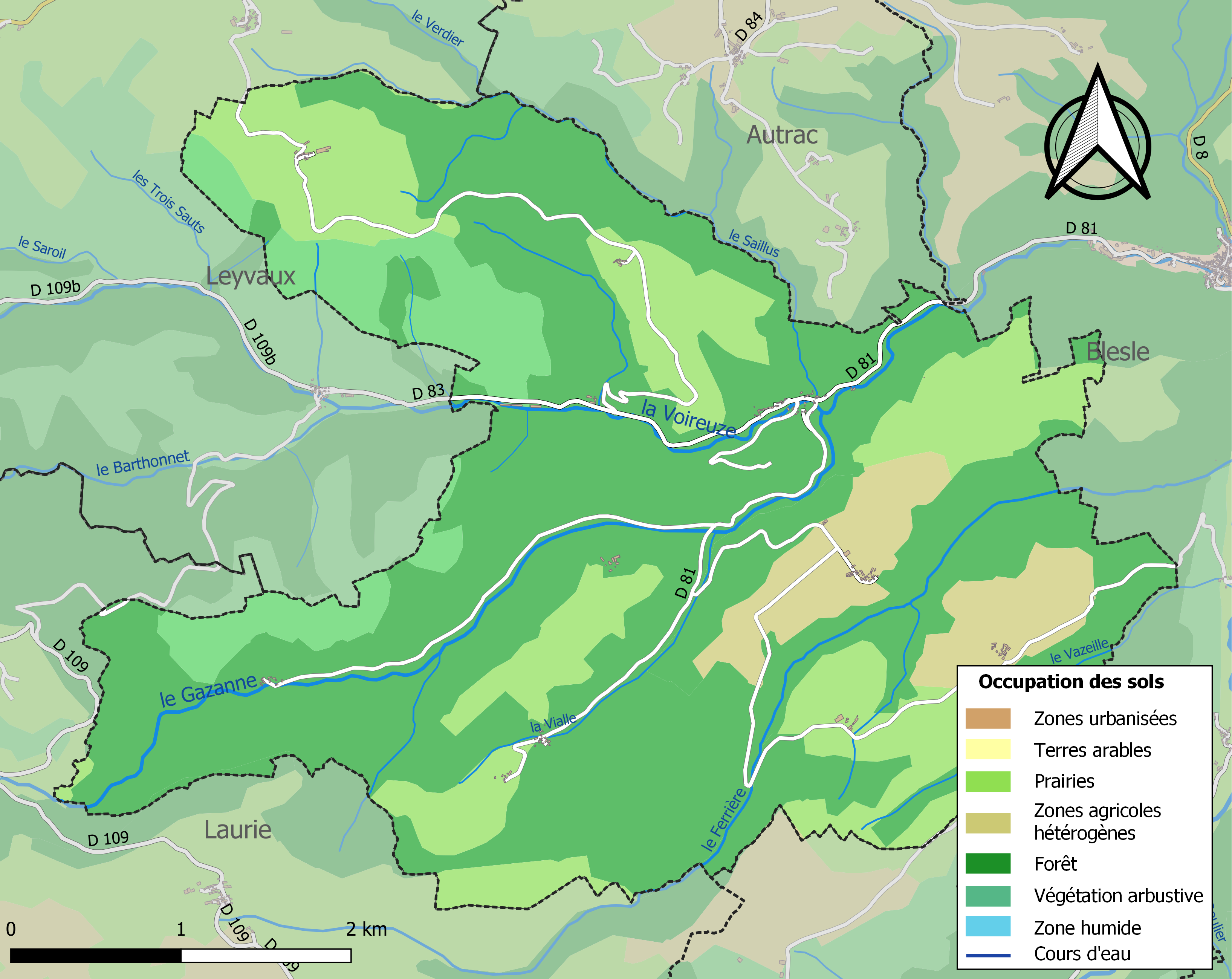
Carte des infrastructures et de l'occupation des sols de la commune en 2018 (CLC).

### Habitat et logement
En 2018, le nombre total de logements dans la commune était de 60, alors qu'il était de 59 en 2013 et de 58 en 2008.
Parmi ces logements, 44 % étaient des résidences principales, 39,5 % des résidences secondaires et 16,5 % des logements vacants. Ces logements étaient pour 100 % d'entre eux des maisons individuelles et pour 0 % des appartements.
Le tableau ci-dessous présente la typologie des logements à Saint-Étienne-sur-Blesle en 2018 en comparaison avec celle de la Haute-Loire et de la France entière. Une caractéristique marquante du parc de logements est ainsi une proportion de résidences secondaires et logements occasionnels (39,5 %) supérieure à celle du département (16,1 %) et à celle de la France entière (9,7 %). Concernant le statut d'occupation de ces logements, 96,2 % des habitants de la commune sont propriétaires de leur logement (92,6 % en 2013), contre 70 % pour la Haute-Loire et 57,5 pour la France entière.
| Typologie                                               | Saint-Étienne-sur-Blesle | Haute-Loire | France entière |
| ------------------------------------------------------- | ------------------------ | ----------- | -------------- |
| Résidences principales (en %)                           | 44                       | 71,5        | 82,1           |
| Résidences secondaires et logements occasionnels (en %) | 39,5                     | 16,1        | 9,7            |
| Logements vacants (en %)                                | 16,5                     | 12,4        | 8,2            |

## Toponymie
Au cours de la période révolutionnaire de la Convention nationale (1792-1795), la commune a porté le nom de Mont-Étienne ou Mont-Étienne-sur-Blesle.

## Histoire
Saint-Etienne-sur-Blesle fait partie des plus anciens prieurés de l'abbaye de Blesle, fondée par Ermengarde, comtesse d'Auvergne à la fin du IXe siècle. Il comprenait une église et des bâtiments (réfectoire, dortoir, hôpital) aujourd'hui en ruines. Peut-être construit sur un site mérovingien, il surveillait l'une des routes qui reliaient la Limagne d'Allier au Cézallier. Cette route qui emprunte l'arête de la Montagne permet également de relier trois prieurés du monastère: Saint-Etienne, Lussaud, et Chanet.
Les textes les plus anciens concernant l'abbaye de Blesle traitent de ce prieuré, qui dans les années 1080 subit une attaque en règle d'hommes en armes au service d’Étienne de Mercoeur, sur la demande des moines de la Chaise-Dieu, avec l'autorisation probable de l'évêque Durand, alors évêque de Clermont. Ces soldats volent les reliques de saint Léon, qui faisaient la renommée du prieuré, et ils les emportent à la Chaise Dieu.
Malgré les plaintes des moniales, il faut attendre la mort d’Étienne de Mercoeur, au début des années 1090, pour que l'évêque de Clermont, sur demande des prêtres de Blesle, rende le prieuré de Saint-Étienne au monastère Saint-Pierre.
En 1095, l'abbesse de Blesle depuis 1084, Florence, profite du passage du pape Urbain II à la Chaise Dieu -il se rendait alors au concile de Clermont- pour lui faire parvenir une supplique dans laquelle elle réclame le retour des reliques de saint Léon au monastère Saint-Pierre. Ce texte est le plus ancien texte traitant de l'abbaye de Blesle. On le trouve en latin dans le 'Monumenta pontifica arvernia' de AC Chaix de la Varenne de 1880 (Bibliothèque de Clermont-Ferrand). Le pape répond qu'il place sous sa protection "les biens présents et à venir du monastère", ce qui sous-entend que les reliques de saint Léon demeureront à la Chaise-Dieu.
Si le prieuré, à cause de ce vol, ne retrouve certainement pas son lustre d'antan, il reste une dépendance essentielle du monastère. Il abritera au XIIe siècle un Christ roman de toute beauté, ainsi qu'une vierge-reliquaire aux allures byzantines du XIIIe siècle. Ces deux chefs-d’œuvre de l'art roman sont conservés aujourd'hui dans le trésor de l'église Saint-Pierre.

## Politique et administration

### Découpage territorial
La commune de Saint-Étienne-sur-Blesle est membre de la communauté de communes Brioude Sud Auvergne, un établissement public de coopération intercommunale (EPCI) à fiscalité propre créé le 11 décembre 2018 dont le siège est à Brioude. Ce dernier est par ailleurs membre d'autres groupements intercommunaux.
Sur le plan administratif, elle est rattachée à l'arrondissement de Brioude, au département de la Haute-Loire, en tant que circonscription administrative de l'État, et à la région Auvergne-Rhône-Alpes.
Sur le plan électoral, elle dépend du canton de Sainte-Florine pour l'élection des conseillers départementaux, depuis le redécoupage cantonal de 2014 entré en vigueur en 2015, et de la deuxième circonscription de la Haute-Loire   pour les élections législatives, depuis le redécoupage électoral de 1986.

### Liste des maires
| Période                                  | Période  | Identité     | Étiquette | Qualité |
| ---------------------------------------- | -------- | ------------ | --------- | ------- |
| Les données manquantes sont à compléter. |          |              |           |         |
| mars 2001                                | En cours | Alain Mirand |           |         |

## Population et société

### Démographie

#### Évolution démographique
L'évolution du nombre d'habitants est connue à travers les recensements de la population effectués dans la commune depuis 1793. Pour les communes de moins de 10 000 habitants, une enquête de recensement portant sur toute la population est réalisée tous les cinq ans, les populations de référence des années intermédiaires étant quant à elles estimées par interpolation ou extrapolation. Pour la commune, le premier recensement exhaustif entrant dans le cadre du nouveau dispositif a été réalisé en 2004.

En 2022, la commune comptait 54 habitants, en évolution de −3,57 % par rapport à 2016 (Haute-Loire : +0,36 %, France hors Mayotte : +2,11 %).
| 1793 | 1800 | 1806 | 1821 | 1831 | 1836 | 1841 | 1846 | 1851 |
| ---- | ---- | ---- | ---- | ---- | ---- | ---- | ---- | ---- |
| 392  | 282  | 293  | 369  | 432  | 445  | 393  | 405  | 390  |

| 1856 | 1861 | 1866 | 1872 | 1876 | 1881 | 1886 | 1891 | 1896 |
| ---- | ---- | ---- | ---- | ---- | ---- | ---- | ---- | ---- |
| 358  | 337  | 308  | 271  | 289  | 285  | 284  | 301  | 286  |

| 1901 | 1906 | 1911 | 1921 | 1926 | 1931 | 1936 | 1946 | 1954 |
| ---- | ---- | ---- | ---- | ---- | ---- | ---- | ---- | ---- |
| 280  | 293  | 254  | 205  | 185  | 168  | 161  | 133  | 120  |

| 1962 | 1968 | 1975 | 1982 | 1990 | 1999 | 2004 | 2006 | 2009 |
| ---- | ---- | ---- | ---- | ---- | ---- | ---- | ---- | ---- |
| 98   | 85   | 72   | 75   | 79   | 52   | 49   | 47   | 51   |

| 2014 | 2019 | 2022 | - | - | - | - | - | - |
| ---- | ---- | ---- | - | - | - | - | - | - |
| 53   | 53   | 54   | - | - | - | - | - | - |

#### Pyramide des âges
La population de la commune est relativement âgée.
En 2018, le taux de personnes d'un âge inférieur à 30 ans s'élève à 17 %, soit en dessous de la moyenne départementale (31 %). À l'inverse, le taux de personnes d'âge supérieur à 60 ans est de 52,8 % la même année, alors qu'il est de 31,1 % au niveau départemental.
En 2018, la commune comptait 31 hommes pour 23 femmes, soit un taux de 57,41 % d'hommes, largement supérieur au taux départemental (49,13 %).
Les pyramides des âges de la commune et du département s'établissent comme suit.
| Hommes | Classe d’âge | Femmes |
| ------ | ------------ | ------ |
| 3,3    | 90 ou +      | 0,0    |
| 13,3   | 75-89 ans    | 13,0   |
| 40,0   | 60-74 ans    | 34,8   |
| 13,3   | 45-59 ans    | 21,7   |
| 13,3   | 30-44 ans    | 13,0   |
| 3,3    | 15-29 ans    | 4,3    |
| 13,3   | 0-14 ans     | 13,0   |

| Hommes | Classe d’âge | Femmes |
| ------ | ------------ | ------ |
| 0,9    | 90 ou +      | 2,5    |
| 8,4    | 75-89 ans    | 11,7   |
| 20,4   | 60-74 ans    | 20,5   |
| 21,3   | 45-59 ans    | 20,3   |
| 16,8   | 30-44 ans    | 16,3   |
| 15,2   | 15-29 ans    | 13,2   |
| 17     | 0-14 ans     | 15,6   |

## Économie

### Emploi
| Division       | 2008  | 2013  | 2018  |
| -------------- | ----- | ----- | ----- |
| Commune        | 3,3 % | 9,4 % | 0 %   |
| Département    | 6,3 % | 7,7 % | 7,7 % |
| France entière | 8,3 % | 10 %  | 10 %  |

En 2018, la population âgée de 15 à 64 ans s'élève à 24 personnes, parmi lesquelles on compte 66,7 % d'actifs (66,7 % ayant un emploi et 0 % de chômeurs) et 33,3 % d'inactifs,. Depuis 2008, le taux de chômage communal (au sens du recensement) des 15-64 ans est inférieur à celui de la France et du département.
La commune est hors attraction des villes,. Elle compte 8 emplois en 2018, contre 3 en 2013 et 8 en 2008. Le nombre d'actifs ayant un emploi résidant dans la commune est de 18, soit un indicateur de concentration d'emploi de 44,2 % et un taux d'activité parmi les 15 ans ou plus de 39,1 %.
Sur ces 18 actifs de 15 ans ou plus ayant un emploi, 5 travaillent dans la commune, soit 28 % des habitants. Pour se rendre au travail, 83,3 % des habitants utilisent un véhicule personnel ou de fonction à quatre roues, 11,1 % s'y rendent en deux-roues, à vélo ou à pied et 5,6 % n'ont pas besoin de transport (travail au domicile).

## Culture locale et patrimoine

### Lieux et monuments
Saint-Étienne-sur-Blesle possède 11 hameaux répartis sur les 17,65 km2 de superficie que compte la commune.
- Pressac
- Vedrine
- Besse
- Lavialle
- Le Fraisse
- Le Brugely
- Le Cheylat
- La Fage
- Farges
- La Chireze
- Solignac

### Personnalités liées à la commune
Emmanuel Basse Vitalis (1852-1915), industriel français originaire de Saint-Étienne-sur-Blesle qui développa très tôt l'extraction et le traitement de l’antimoine de la vallée de la Sianne, au Babory de Blesle.